# Coupe du monde d'escrime 2020-2021
Navigation
Édition précédente Édition suivante
La coupe du monde d'escrime 2020-2021 est la 50e édition de la coupe du monde d'escrime, compétition d'escrime organisée annuellement par la Fédération internationale d'escrime. Raccourcie par rapport à une saison ordinaire, elle doit débuter le 12 février 2021 par le grand circuit de tournois de catégorie A, les tournois satellites ayant été annulés, et s'achever en août 2021 au terme des Jeux olympiques. Toutefois, chaque compétition peut être annulée en fonction des dispositions temporaires du pays hôte en matière de circulation des ressortissants étrangers.

## Distribution des points

### Individuel
Les compétitions du calendrier se divisent en cinq catégories. Toutes rapportent des points comptant pour la coupe du monde selon un coefficient préétabli : coefficient 1 pour les épreuves de coupe du monde et championnats de zone, coefficient 1,5 pour les grands prix et coefficient 3 pour les Jeux olympiques. Les tournois satellite, destinés à familiariser de jeunes tireurs avec les compétitions internationales, rapportent peu de points.
Le barème complet est le suivant. Pour calculer le classement d'un escrimeur, seuls comptent les cinq meilleurs totaux de points obtenus au cours des huit épreuves de coupe du monde et Grand Prix, ainsi que les championnats de zone et Jeux olympiques.
| Rang                                     | 1er | 2e | 3e | 5e à 8e | 9e à 16e | 17e à 32e | 33e à 64e | 65e à 96e | 97e à 128e | 129e à 256e |
| ---------------------------------------- | --- | -- | -- | ------- | -------- | --------- | --------- | --------- | ---------- | ----------- |
| Grand Prix                               | 48  | 39 | 30 | 21      | 12       | 6         | 3         | 1,5       | 0,75       | 0,375       |
| Championnats continentaux Coupe du monde | 32  | 26 | 20 | 14      | 8        | 4         | 2         | 1         | 0,5        | 0,25        |
| Satellite                                | 4   | 3  | 2  | 1       | 0        | 0         | 0         | 0         | 0          | 0           |

### Par équipes
Le partage des points est le même pour toutes les compétitions par équipes, sauf pour les Jeux olympiques qui rapportent le double.
Pour calculer le classement d'une équipe, seuls comptent les quatre meilleurs résultats des cinq épreuves de coupe du monde et les résultats des championnats de zone et du monde.
| Rang                                     | 1er | 2e | 3e | 4e | 5e | 6e | 7e | 8e | 9e | 10e | 11e | 12e | 13e | 14e | 15e | 16e | 17e à 32e |
| ---------------------------------------- | --- | -- | -- | -- | -- | -- | -- | -- | -- | --- | --- | --- | --- | --- | --- | --- | --------- |
| Championnats continentaux Coupe du monde | 64  | 52 | 40 | 36 | 32 | 30 | 28 | 26 | 25 | 24  | 23  | 22  | 21  | 20  | 19  | 18  | 8         |

## Faits notoires

### Changements dans le calendrier
Après avoir renoncé, en septembre 2020, le report de toute compétition à janvier 2021, la FIE publie en décembre un calendrier dont la première compétition est prévue en février 2021. Toutes ces compétitions, organisées dans différents pays appliquant différentes politiques circulatoires pouvant évoluer à tout moment, sont possiblement sujettes à annulation. 
Un calendrier ambitionnant de visiter différentes villes de quatre continents qui se heurte à la réalité de la situation internationale. Le début de la saison est repoussé d'un mois environ au cours du mois de janvier pour prendre place au début du mois de mars avec les trois derniers tournois de qualification olympique organisés lors de trois weekends successifs.

### La bulle percée de Budapest
Pour accompagner le premier de ces événements, le tournoi de coupe du monde de sabre individuel et par équipes de Budapest, la FIE déploie un dispositif imposant pour créer une bulle sanitaire, multipliant les dépistages (1758 tests PCR et 3952 tests antigéniques réalisés au cours de l'événement) avant de valider le début des compétitions en n'autorisant l'accès qu'aux personnes testées négatives. Le samedi, après les deux journées dédiées aux éliminatoires, la sabreuse grecque Despina Georgiadou, s'étant qualifiée pour le tableau final au terme des qualifications, en est écartée à la suite d'un test positif. Le mardi suivant, un article hongrois reprenant un communiqué de presse japonais évoque le chiffre de huit cas positifs, dont trois Japonais, dénonçant le non-respect des mesures de protection par les officiels et les tireurs dans les tribunes. Le lendemain, L'Équipe décompte une trentaine de cas positifs, détectés sur le site des compétitions ou seulement à leur retour, dont un maître d'armes et deux tireurs de l'équipe de France.
Dans ce contexte, l'annulation du Challenge Monal censé se dérouler deux mois avant les Jeux olympiques est prononcée le lendemain de la clôture du tournoi de Budapest, trop de fédérations redoutant les difficultés de voyage jusqu'en France et le risque d'exposer leurs tireurs olympiens à la maladie à un intervalle aussi proche de l'événement attendu depuis cinq ans.
Les résultats sportifs marquants sont la première victoire de l'équipe féminine de Pologne depuis neuf ans, qui a battu trois équipes du top 4 mondial, dont une équipe de Russie privée de Sofia Velikaïa et Yana Egorian, et les équipes au complet de Corée du Sud et d'Italie. Chez les hommes, Oh Sang-uk affirme sa place de no 1 mondial au terme d'une finale serrée contre le double champion olympique Áron Szilágyi (15-14) et la Russie, victorieuse par équipes, conquiert une place aux Jeux olympiques aux dépens de l'équipe de France.

### Retraites sportives
- La multiple médaillée mondiale et européenne, Monika Sozanska, annonce sa retraite juste avant le début de la saison après avoir été bloquée plusieurs mois à Bali, en Indonésie, à la suite de l'annulation des vols vers l'Allemagne due à la pandémie de covid-19[8].
- La championne olympique, du monde et d'Europe du fleuret féminin Elisa Di Francisca, se retire au cours de la période de qualification olympique. no 2 mondiale en 2020 lorsque le report d'un an des JO est décidé, l'Italienne de 39 ans fait le choix de privilégier sa vie de famille[9].
- L'ancien no 1 mondial du fleuret masculin, vice-champion du monde en 2018 et vainqueur de neuf tournois de la Coupe du monde, Richard Kruse, annonce sa retraite sportive en mai 2021, après une campagne qualificative pour les Jeux olympiques infructueuse[10].
- Le Français Erwann Le Péchoux, fraîchement titré aux Jeux olympiques de Tokyo dans l'épreuve par équipes, confirme sa retraite à l'issue des JO[11].

### Changements de numéros 1 mondiaux
Épée messieurs : 
|             | 2020   | • Kazan | • JO    |
| Individuel  | Bida   | Siklósi | Reizlin |
| Par équipes | France | France  | Japon   |

Épée dames : 
|             | 2020    | • Kazan | • JO    |
| Individuel  | Popescu | Popescu | Popescu |
| Par équipes | Chine   | Chine   | Pologne |

Fleuret messieurs : 
|             | 2020       | • GP Doha  | • JO       |
| Individuel  | Foconi     | Foconi     | Foconi     |
| Par équipes | États-Unis | États-Unis | États-Unis |

Fleuret dames : 
|             | 2020        | • GP Doha   | • JO        |
| Individuel  | Deriglazova | Deriglazova | Deriglazova |
| Par équipes | Russie      | Russie      | Russie      |

Sabre messieurs : 
|             | 2020         | • Budapest   | • JO         |
| Individuel  | Oh           | Oh           | Szilágyi     |
| Par équipes | Corée du Sud | Corée du Sud | Corée du Sud |

Sabre dames : 
|             | 2020    | • Budapest | • JO    |
| Individuel  | Kharlan | Kharlan    | Kharlan |
| Par équipes | Russie  | Russie     | Russie  |

## Calendrier

### Dames
| Légende | Abrégé | Catégorie           |
|         | ChZ    | Championnat de zone |
|         | GP     | Grand Prix          |
|         | CoM    | Coupe du monde      |

| Date                                         | Nom et lieu du tournoi   | Cat. | Arme    | Type    | Vainqueur                                                                                            | Finaliste                                                                      | Troisièmes                                                               | T      |
| -------------------------------------------- | ------------------------ | ---- | ------- | ------- | --- | ------------------------------------------------------------------------------ | ------------------------------------------------------------------------ | ------ |
| 12/03/2021                                   | Coupe du monde, Budapest | CoM  | Sabre   | Indiv.  | Anna Márton                                                                                          | Cécilia Berder                                                                 | Liza Pusztai Yoon Ji-su                                                  | [ 12 ] |
| 12/03/2021                                   | Coupe du monde, Budapest | CoM  | Sabre   | Par éq. | Pologne- Zuzanna Cieślar - Syłwia Matuszak - Marta Puda - Angelika Wator                             | Italie- Michela Battiston - Martina Criscio - Rossella Gregorio - Irene Vecchi | Corée du Sud- Choi Soo-yeon - Kim Ji-yeon - Seo Ji-yeon - Yoon Ji-su     | [ 13 ] |
| 20/03/2021                                   | Coupe du monde, Kazan    | CoM  | Épée    | Indiv.  | Choi In-jeong                                                                                        | Aliya Luty                                                                     | Kang Young-mi Ricarda Multerer                                           | [ 14 ] |
| 20/03/2021                                   | Coupe du monde, Kazan    | CoM  | Épée    | Par éq. | Pologne- Aleksandra Jarecka - Renata Knapik-Miazga - Magdalena Piekarska-Twardochel - Ewa Trzebińska | Corée du Sud- Choi In-jeong - Kang Young-mi - Lee Hye-in - Song Se-ra          | Chine- Lin Sheng - Sun Yiwen - Xu Chengzi - Zhu Mingye                   | [ 15 ] |
| 26/03/2021                                   | Grand Prix, Doha         | GP   | Fleuret | Indiv.  | Inna Deriglazova                                                                                     | Chen Qingyuan                                                                  | Marta Martyanova Ysaora Thibus                                           | [ 16 ] |
| Fin de la période de qualification olympique |                          |      |         |         | |                                                                                |                                                                          |        |
| 24/07/2021                                   | Jeux olympiques, Tokyo   | JO   | Épée    | Ind.    | Sun Yiwen                                                                                            | Ana Maria Popescu                                                              | Katrina Lehis                                                            | [ 17 ] |
| 24/07/2021                                   | Jeux olympiques, Tokyo   | JO   | Épée    | Par éq. | Estonie- Julia Beljajeva Irina Embrich Erika Kirpu Katrina Lehis                                     | Corée du Sud- Choi In-jeong Kang Young-mi Lee Hye-in Song Se-ra                | Italie- Rossella Fiamingo Federica Isola Mara Navarria Alberta Santuccio | [ 18 ] |
| 24/07/2021                                   | Jeux olympiques, Tokyo   | JO   | Fleuret | Ind.    | Lee Kiefer                                                                                           | Inna Deriglazova                                                               | Larisa Korobeynikova                                                     | [ 19 ] |
| 24/07/2021                                   | Jeux olympiques, Tokyo   | JO   | Fleuret | Par éq. | ROC- Marta Martyanova Larisa Korobeynikova Adelina Zagidullina Inna Deriglazova                      | France- Ysaora Thibus Anita Blaze Pauline Ranvier Astrid Guyart                | Italie- Martina Batini Erica Cipressa Arianna Errigo Alice Volpi         | [ 20 ] |
| 24/07/2021                                   | Jeux olympiques, Tokyo   | JO   | Sabre   | Ind.    | Sofia Pozdniakova                                                                                    | Sofia Velikaïa                                                                 | Manon Brunet                                                             | [ 21 ] |
| 24/07/2021                                   | Jeux olympiques, Tokyo   | JO   | Sabre   | Par éq. | ROC- Olga Nikitina Sofia Pozdniakova Sofia Velikaïa                                                  | France- Sara Balzer Cécilia Berder Manon Brunet Charlotte Lembach              | Corée du Sud- Choi Soo-yeon Kim Ji-yeon Seo Ji-yeon Yoon Ji-su           | [ 22 ] |

### Messieurs
| Légende | Abrégé | Catégorie           |
|         | ChZ    | Championnat de zone |
|         | GP     | Grand Prix          |
|         | CoM    | Coupe du monde      |

| Date                                         | Nom et lieu du tournoi   | Cat. | Arme    | Type    | Vainqueur                                                                                | Finaliste                                                                    | Troisièmes                                                                 | T      |
| -------------------------------------------- | ------------------------ | ---- | ------- | ------- | ---------------------------------------------------------------------------------------- | ---------------------------------------------------------------------------- | -------------------------------------------------------------------------- | ------ |
| 12/03/2021                                   | Coupe du monde, Budapest | CoM  | Sabre   | Indiv.  | Oh Sang-uk                                                                               | Áron Szilágyi                                                                | Sandro Bazadze Matyas Szabo                                                | [ 23 ] |
| 12/03/2021                                   | Coupe du monde, Budapest | CoM  | Sabre   | Par éq. | Russie- Kamil Ibragimov - Anatoliy Kostenko - Konstantin Lokhanov - Veniamin Reshetnikov | Allemagne- Max Hartung - Richard Hübers - Matyas Szabo - Benedikt Wagner     | Hongrie- Tamás Decsi - Csanád Gémesi - András Szatmári - Áron Szilágyi     | [ 24 ] |
| 19/03/2021                                   | Coupe du monde, Kazan    | CoM  | Épée    | Indiv.  | Ihor Reizlin                                                                             | Gergely Siklósi                                                              | Elmir Alimzhanov Ahmed El-Sayed                                            | [ 25 ] |
| 19/03/2021                                   | Coupe du monde, Kazan    | CoM  | Épée    | Par éq. | Italie- Gabriele Cimini - Marco Fichera - Enrico Garozzo - Andrea Santarelli             | Ukraine- Anatoliy Herey - Bohdan Nikishyn - Ihor Reizlin - Roman Svichkar    | Chine- Dong Chao - Lan Minghao - Wang Zijie - Yu Lefan                     | [ 26 ] |
| 26/03/2021                                   | Grand Prix, Doha         | GP   | Fleuret | Indiv.  | Gerek Meinhardt                                                                          | Takahiro Shikine                                                             | Alexandre Ediri Race Imboden                                               | [ 27 ] |
| Fin de la période de qualification olympique |                          |      |         |         |                                                                                          |                                                                              |                                                                            |        |
| 24/07/2021                                   | Jeux olympiques, Tokyo   | JO   | Épée    | Ind.    | Romain Cannone                                                                           | Gergely Siklósi                                                              | Ihor Reizlin                                                               | [ 28 ] |
| 24/07/2021                                   | Jeux olympiques, Tokyo   | JO   | Épée    | Par éq. | Japon- Koki Kanō - Kazuyasu Minobe - Satoru Uyama - Masaru Yamada                        | ROC- Sergey Bida - Nikita Glazkov - Sergey Khodos - Pavel Sukhov             | Corée du Sud- Kweon Young-jun - Ma Se-geon - Park Sang-young - Song Jae-ho | [ 29 ] |
| 24/07/2021                                   | Jeux olympiques, Tokyo   | JO   | Fleuret | Ind.    | Cheung Ka Long                                                                           | Daniele Garozzo                                                              | Alexander Choupenitch                                                      | [ 30 ] |
| 24/07/2021                                   | Jeux olympiques, Tokyo   | JO   | Fleuret | Par éq. | France- Enzo Lefort - Erwann Le Péchoux - Julien Mertine - Maxime Pauty                  | ROC- Anton Borodachev - Kirill Borodachev - Vladislav Mylnikov - Timur Safin | États-Unis- Race Imboden Nick Itkin Alexander Massialas Gerek Meinhardt    | [ 31 ] |
| 24/07/2021                                   | Jeux olympiques, Tokyo   | JO   | Sabre   | Ind.    | Áron Szilágyi                                                                            | Luigi Samele                                                                 | Kim Jung-hwan                                                              | [ 32 ] |
| 24/07/2021                                   | Jeux olympiques, Tokyo   | JO   | Sabre   | Par éq. | Corée du Sud- Gu Bon-gil Kim Jun-ho Kim Jung-hwan Oh Sang-uk                             | Italie- Enrico Berrè Luca Curatoli Aldo Montano Luigi Samele                 | Hongrie- Tamás Decsi Csanád Gémesi András Szatmári Áron Szilágyi           | [ 33 ] |

## Statistiques
Tableaux des médailles masculin et féminin global des épreuves de coupe du monde et Grands Prix, hors satellites et grands championnats.
| Rang  | Nation       | Or | Argent | Bronze | Total |
| ----- | ------------ | -- | ------ | ------ | ----- |
| 1     | Pologne      | 2  | 0      | 0      | 2     |
| 2     | Corée du Sud | 1  | 1      | 3      | 5     |
| 3     | Hongrie      | 1  | 0      | 1      | 2     |
| 3     | Russie       | 1  | 0      | 1      | 2     |
| 5     | France       | 0  | 2      | 1      | 3     |
| 6     | Chine        | 0  | 1      | 1      | 2     |
| 7     | Italie       | 0  | 1      | 0      | 1     |
| 8     | Allemagne    | 0  | 0      | 1      | 1     |
| Total | Total        | 5  | 5      | 8      | 18    |

| Rang  | Nation       | Or | Argent | Bronze | Total |
| ----- | ------------ | -- | ------ | ------ | ----- |
| 1     | Ukraine      | 1  | 1      | 0      | 2     |
| 2     | États-Unis   | 1  | 0      | 1      | 2     |
| 3     | Corée du Sud | 1  | 0      | 0      | 1     |
| 3     | Italie       | 1  | 0      | 0      | 1     |
| 3     | Russie       | 1  | 0      | 0      | 1     |
| 6     | Hongrie      | 0  | 2      | 1      | 3     |
| 7     | Allemagne    | 0  | 1      | 1      | 2     |
| 8     | Japon        | 0  | 1      | 0      | 1     |
| 9     | Chine        | 0  | 0      | 1      | 1     |
| 9     | Égypte       | 0  | 0      | 1      | 1     |
| 9     | France       | 0  | 0      | 1      | 1     |
| 9     | Géorgie      | 0  | 0      | 1      | 1     |
| 9     | Kazakhstan   | 0  | 0      | 1      | 1     |
| Total | Total        | 5  | 5      | 8      | 18    |